# 橄榄蛏蚌
橄榄蛏蚌（学名：Solenaia iridinea）为蚌科蛏蚌属的动物，俗名蛏形蚌、蛏蚌，是中国的特有物种。

## 分佈
物種主要分佈东洋界，在中國則分佈於河北、安徽、江苏、江西等地，多见于河流或与湖泊相连的河口附近的湖泊的淤泥底裡。

## 外部連結
- 維基物種上的相關：橄榄蛏蚌